# Aplidium nema
Aplidium nema is een zakpijpensoort uit de familie van de Polyclinidae. De wetenschappelijke naam van de soort werd in 1976 voor het eerst geldig gepubliceerd door het echtpaar Françoise en Claude Monniot.